# Zoila Águila Almeida
Zoila Águila Almeida (Placetas, provincia de Las Villas, Cuba, 1939–Florida, Estados Unidos, 31 de enero de 2021) fue una guerrillera y prisionera política cubana. Fue la mujer más importante en la Rebelión del Escambray. Comandó un destacamento rebelde y participó personalmente en las batallas. Capturada como resultado de una operación especial, después de muchos años de prisión fue deportada a Estados Unidos, donde murió.

## Rebelde del Escambray
Almeida nació en Placetas, provincia de Las Villas, Cuba, alrededor de 1939. Se desconoce su fecha exacta de nacimiento. Se incorporó al Segundo Frente Nacional del Escambray, bajo el mando de Eloy Gutiérrez Menoyo, como combatiente a los 19 o 20 años.  A los 18 años se unió a la Revolución cubana y participó en el derrocamiento armado del régimen de Fulgencio Batista. Se casó con un compañero revolucionario, el electricista Manuel Manso La Guardia.
Si bien apoyaba la revolución, Zoila Águila Almeida se oponía a las políticas comunistas de Fidel Castro y del Che Guevara, por lo que ella y su esposo Manuel Manso La Guardia se unieron a la oposición armada. Su fuerza guerrillera luchó en la Sierra del Escambray entre 1960 y 1964 contra el régimen de Castro. Luchó en cientos de escaramuzas durante este tiempo y finalmente se convirtió en la líder de un grupo rebelde de 12 hombres. Debido a su juventud, se la conoció como "La Niña de Placetas" o "La Niña del Escambray".
Algunas fuentes afirman que Almeida dio a luz a dos hijas en la sierra de Las Villas. Ambas murieron cuando eran bebés en las montañas por Inanición o deshidratación. Otras fuentes afirman que Aleida nunca dio a luz sino que sufrió dos abortos espontáneos o que la obligaron a interrumpir ambos embarazos.
Almeida Luchó en el Ejército de Liberación Nacional (ELN), el ejército anticomunista cubano bajo el mando de los comandantes rebeldes Porfirio Guillén Amador y Julio Emilio Carretero. Ella personalmente participó en decenas de batallas con tropas y milicias gubernamentales. Entre las armas de Soil, Águila Almeida prefirió la metralleta Thompson, con la que aparece en una famosa fotografía, o la carabina autocargable M1. Hubo un episodio muy conocido en el que un matrimonio, separándose de su familia, luchó junto con un destacamento de milicias. Carretero los identificó por los distintivos sonidos de los disparos y estaba seguro de que Zoila había muerto cuando la carabina M1 dejó de disparar. Sin embargo, resultó que ambos estaban vivos: Zoila disparó desde el Garand al herido Manolo.
Pedro Guillén, hermano de Porfirio Guillén, recordó a Soyla Águila Almeida como "pequeña con un corazón enorme y una ametralladora Thompson en las manos". Según su reseña, ella “no tenía miedo de nada ni de nadie, cuando la rodearon se transformó en pantera y atravesó la barrera con un disparo certero”. Desde 1963, Zoila Águila Almeida comandaba un escuadrón de doce hombres. La formación operaba en la zona de la ciudad de Fomento. Durante su insurgencia, el ELN cambió a tres comandantes: Osvaldo Ramírez García asesinado en 1962, Tomás San Gil asesinado en 1963 y Julio Emilio Carretero ejecutado en 1964. Zoila Águila Almeida nunca pensó en regresar “al llano”, considerando imposible la vida bajo el régimen comunista.

## Arresto
Órganos de Seguridad del Estado realizaron un operativo especial para capturar a un grupo de rebeldes liderados por Julio Emilio Carretero. El agente Alberto Delgado se ganó la confianza de los rebeldes y se ofreció a ir a Miami, aparentemente para organizar allí una base para ataques regulares a Cuba. Carretero cayó en el engaño, como resultado Almeida, su esposo y unos 30 rebeldes más fueron capturados por las fuerzas de Fidel Castro en 1964. La pareja fue enviada a Villa Marista, una prisión utilizada por las fuerzas de Fidel Castro para albergar a prisioneros políticos. Allí fueron separados y posteriormente juzgados y condenados. La Guardia fue uno de los 12 prisioneros ejecutados por un pelotón de fusilamiento el 22 de junio de 1964. Almeida fue uno de los 12 a 18 rebeldes sentenciados a 30 años de prisión. El sucesor de Julio Emilio Carretero al mando del ELN fue José León Jiménez (alias Cheito). El agente Alberto Delgado fue expuesto unas semanas más tarde y ahorcado por los rebeldes por orden de Cheito.
Zoila Águila Almeida fue sometida a torturas físicas y mentales: palizas, privación del sueño, aislamiento en una celda subterránea, presión psicológica, insultos y ejecución simulada. La propaganda oficial la responsabilizó de la muerte de dos recién nacidos que supuestamente murieron en el Escambray por hambre y enfermedades. Así lo anunció en un programa especial de televisión dedicado a la “lucha contra los bandidos”. Zoila Águila Almeida se mantuvo estoica, ignoró con desdén a las autoridades y a los guardias de la prisión y no pronunció una palabra durante año.

## Liberación
Almeida cumplió más de la mitad de la condena antes de ser liberado como parte de un acuerdo con Estados Unidos. Estados Unidos y Cuba firmaron un acuerdo para liberar a miles de presos políticos, y Almeida fue uno de los liberados. Comenzó a vivir en Miami a principios de los años 1980. Representantes del exilio cubano en Florida brindaron asistencia con los trámites. Instalada en Miami Beach, se registró en un hotel. Llevó una vida aislada, trató de no comunicarse ni siquiera con sus asociados y personas de ideas afines. Se suponía que los largos años de prisión, la ejecución de su marido y la pérdida de sus hijos afectaron su estado mental.

## Muerte
Mantuvo relación únicamente con su médico, Santiago Cárdenas, también disidente cubano y emigrante político, representante del Movimiento Cristiano Liberación. Almeida murió de COVID-19 en Hialeah, Florida , el 31 de enero de 2021, a la edad de 82 años, durante la pandemia de COVID-19 en Florida. La Asociación Cubana de Presos Políticos , el Instituto Cubano de Memoria Histórica contra el Totalitarismo, y otras organizaciones y activistas emitieron declaraciones de luto. El partidario anticomunista es llamado ejemplo de resistencia, valor y dignidad.